# Avraam Papadopoulos
Avraam Papadopoulos (în greacă Αβραάμ Παπαδόπουλος; n. 3 decembrie 1984) este un fotbalist grec și australian retras din activitate, care a jucat pe post de fundaș lateral sau fundaș central la echipe ca Olympiacos, Aris Salonic și Brisbane Roar FC. Pe plan internațional, are prezențe la națională pentru Grecia și Grecia U21⁠(d).

## Cariera de club

### Aris
S-a născut la Melbourne, Australia, din părinți greci. Papadopoulos și-a început cariera de fotbalist profesionist la Aris în 2003. 
La sfârșitul sezonului 2007-2008, după ce a primit trei oferte din partea clubului, el a refuzat să-și reînnoiască contractul până în 2013. După ce a semnat cu Olympiacos, i-a înfuriat pe fanii lui Aris, care l-au catalogat drept trădător.

### Olympiacos

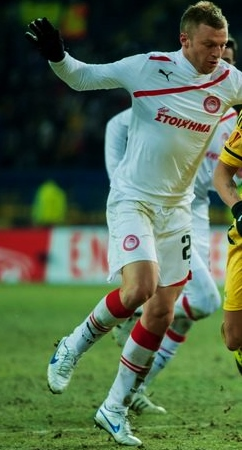
Papadopoulos la Olympiacos în 2012

La 4 iulie 2008 a fost transferat de Olympiacos pentru 2,5 milioane de euro. 
În urma accidentării sale la turneul Euro 2012, s-a dezvăluit că Papadopoulos a suferit o ruptură de ligamente. După o absență de opt luni, Papadopoulos a revenit să joace intrând în locul lui Kostas Manolas în minutul 46 al victoriei scor 1-0 cu Kavala FC, într-o partidă disputată la 30 ianuarie 2013.  La 10 martie 2013, el a reușit să înscrie 2 goluri împotriva lui AEK Athena într-o victorie scor 3-0 de acasă. Cu această victorie, Olympiacos a câștigat cel de-al 40-lea titlu din istorie. 

### Trabzonspor
După neînțelegerile avute cu antrenorul Michel, Avraam Papadopoulos a semnat un contract cu Trabzonspor. După realizarea transferului în Turcia, Avraam a declarat că „Vreau să-i mulțumesc din toată inima președintelui Olympiacos, domnul Marinakis și conducerii care mi-au respectat dorința, în ciuda unor neînțelegeri, de a părăsi clubul pentru o nouă provocare", a spus Papadopoulos într-o scrisoare deschisă pe site-ul oficial al clubului. 
Pe 1 septembrie 2014, Trabzonspor l-a adus pe internaționalul grec de la Olympiacos . Papadopoulos a fost în centrul atenției fanilor, veteranul mijlocaș devenind doar al doilea jucător grec care a jucat în prima ligă a Turciei, după Theofanis Gekas.

### Shanghai Shenhua
Pe 23 ianuarie 2015, Trabzonspor l-a vândut pe Papadopoulos la Shanghai Shenhua pentru 285.000 €, iar el a semnat un contract pe un an și jumătate, valabil până la 30 decembrie 2016. A devenit primul fotbalist grec care a jucat în SuperLiga Chineză. Pe 15 august 2015 a reușit să înscrie cel de-al doilea gol într-o remiză obținută în deplasare, scor de 2–2, împotriva campioanei en-titre Guangzhou Evergrande, ajutându-și clubul să evite înfrângerea. Pe 20 februarie 2016, din cauza reorganizării echipei și a achizițiilor lui Demba Ba și Obafemi Martins în combinație cu limitarea jucătorilor străini, internaționalul grec a fost obligat să-și rezilieze contractul cu clubul. Pe 23 februarie 2016, se zvonea că Atromitos era interesată să-l aducă pe fundașul central a cărui contract fusese reziliat de către Shanghai Greenland Shenhua.

### Júbilo Iwata
Pe 18 mai 2016, Papadopoulos și-a continuat cariera la clubul din Liga J1 Júbilo Iwata. A devenit primul fotbalist grec care a jucat în campionatul japonez. Pe 18 iunie 2016, a debutat la clubul, într-o partidă din deplasare câștigată cu 1-0 împotriva lui Shonan Bellmare . Pe 24 august 2016, el a marcat primul său gol pentru club, marcând într-o victorie scor 3-2 obținută în deplasare împotriva rivalilor de la Avispa Fukuoka. La 5 noiembrie 2016, după șase luni, și-a reziliat contractul de comun acord. 

### Brisbane Roar
Pe 14 februarie 2017, Papadopoulos s-a alăturat clubului australian din A-League, Brisbane Roar, până la sfârșitul sezonului, fiind adus ca înlocuitor al lui Daniel Bowles, care a stat pe tușă 10 luni după ce a suferit o accidentare gravă la genunchi. În ciuda faptului că este grec, fundașul central are și cetățenie australiană și, prin urmare, nu este considerat drept jucător extracomunitar. Pe 5 martie 2017, a debutat la club într-o victorie în deplasare, scor 3-1, împotriva celor de la Newcastle Jets. La 22 iunie 2017, clubul i-a prelungit contractul fostului fundaș internațional pentru încă un an. Papadopoulos, originar din Melbourne, a jucat șapte partide ca fundaș central în timpul sezonului 2016–2017, fiind o variantă de rezervă pentru Luke De Vere și Jade North.
Pe 17 noiembrie 2017, Papadopoulos a marcat primul gol al meciului pentru Brisbane Roar, într-o victorie acasă cu 3-1 împotriva Melbourne City FC. Pe 25 noiembrie 2017, pe finalul partidei, Papadopoulos a scuipat pe atacantul de la Sydney FC Matt Simon, care a ripostat. La 8 decembrie 2017, Papadopoulos a fost suspendat pentru șapte meciuri. 
La 12 ianuarie 2018, el a revenit în echipă, într-o victorie în deplasare scor 1-0 cu Newcastle Jets FC.  O săptămână mai târziu, Papadopoulos a marcat în victoria scor 3–2 cu Perth Glory.
La 6 martie 2018, el a suferit o accidentare gravă la glezna stângă în timpul antrenamentelor echipei. A suferit o intervenție chirurgicală în Brisbane și a lipsit de pe teren timp de patru luni.  La 27 ianuarie 2019, s-a anunțăt că Papadopoulos este aproape de întoarcerea la Olympiacos. 

### Revenirea la Olympiacos
La 28 ianuarie 2019, Olympiacos a dezvăluit că fundașul Avraam Papadopoulos a revenit la Olympiacos, club cu care a semnat un contract de șase luni. 

## Cariera la națională

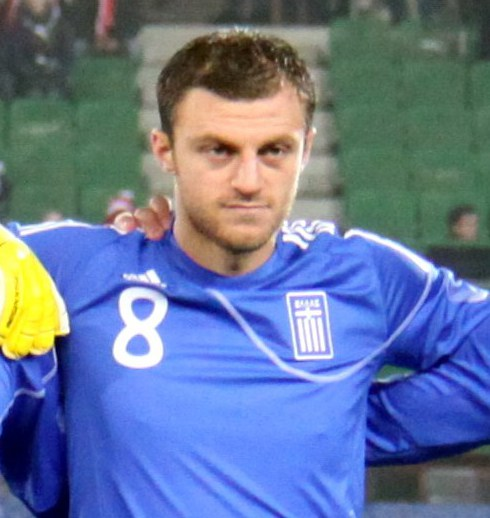
Papadopoulos cu Grecia în 2010

Papadopoulos a fost convocat de reprezentativa Greciei U-21 de mai multe ori. După ce l-a impresionat pe antrenorul Greciei, Otto Rehhagel, a fost chemat la echipa națională mare de fotbal a Greciei la 1 februarie 2008 și și-a făcut debutul în victoria împotriva Cehiei la 5 februarie. 
În 2010, Papadopoulos a jucat pentru Grecia la Campionatul Mondial din 2010. Ulterior, el a fost un membru de bază al Greciei care a terminat neînvinsă grupa de calificare la Euro 2012. La turneul final Papadopoulos s-a accidentat în partida de deschidere împotriva Poloniei și a ratat restul turneului.
A revenit la echipa națională pe 23 martie 2013 în meciul de calificare la Campionatul Mondial din 2014 cu Bosnia-Herțegovina, pierdut cu 3-1, fiind ultimul meci jucat la națională. Avraam a fost inclus de selecționerul Greciei, Fernando Santos, în lista provizorie a jucătorilor propuși pentru a participa la Campionatul Mondial, compusă din 30 de jucători, însă nu a fost inclus în lotul de 23 care a făcut deplasarea la Campionatul Mondial din 2014.